# Польский гриб
По́льский гриб (лат. Imleria badia) — вид грибов, в различных системах классификации относимый к родам боровик (Boletus) или моховик (Xerocomus), или же выделяемый в отдельный род Imleria. Русские названия гриба также — кори́чневый гриб и па́нский гриб.

## Описание

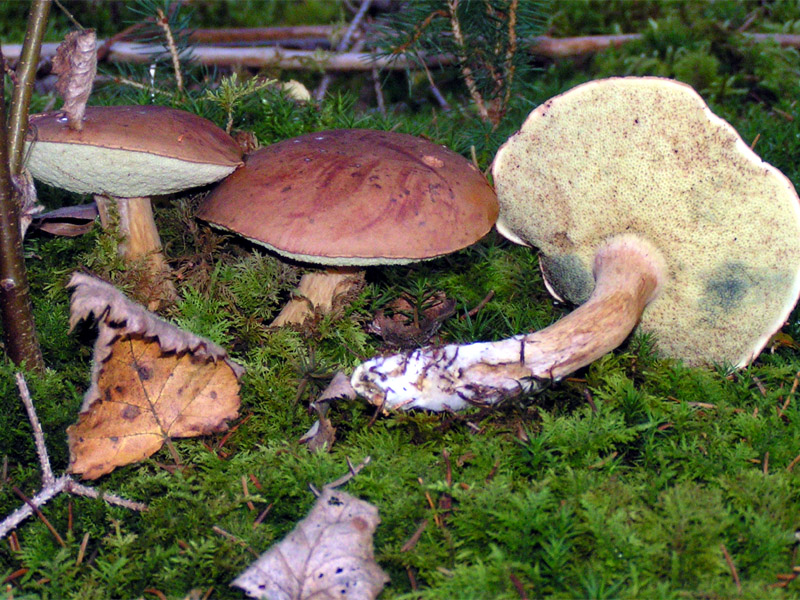
Семейка плодовых тел польского гриба

Диаметр шляпки составляет 4—12 см (до 15 см), шляпка имеет полукруглую, выпуклую, позже подушковидную и даже плоскую форму. Кожица не снимается, на ощупь гладкая, сухая, в мокрую погоду немного клейкая, у молодых грибов матовая, затем блестящая. Цвет — каштаново-коричневый, тёмно-бурый или шоколадно-коричневый.
Мякоть мясистая, плотная, беловатая или жёлтоватая, в шляпке мякоть на срезе слегка синеет, затем снова становится светлой, в ножке синеет и потом буреет. Запах приятный, грибной, вкус мягкий.
Трубчатый слой приросший у ножки или почти свободный, с небольшой выемкой, трубочки желтоватые, позднее золотисто-жёлтые или зеленовато-жёлтые, имеют длину до 2 см, поры угловатые, сначала мелкие и белые, светло-жёлтые, позже становятся крупнее, зелёно-жёлтые или оливково-жёлтые, при надавливании синеют.
Ножка 4—12 см высотой и 1—4 см толщиной, цилиндрическая или немного суженная или наоборот вздутая внизу, волокнистная, цвет светло-коричневый, бурый или жёлтый с красно-коричневыми волокнами, вверху и внизу более светлая.

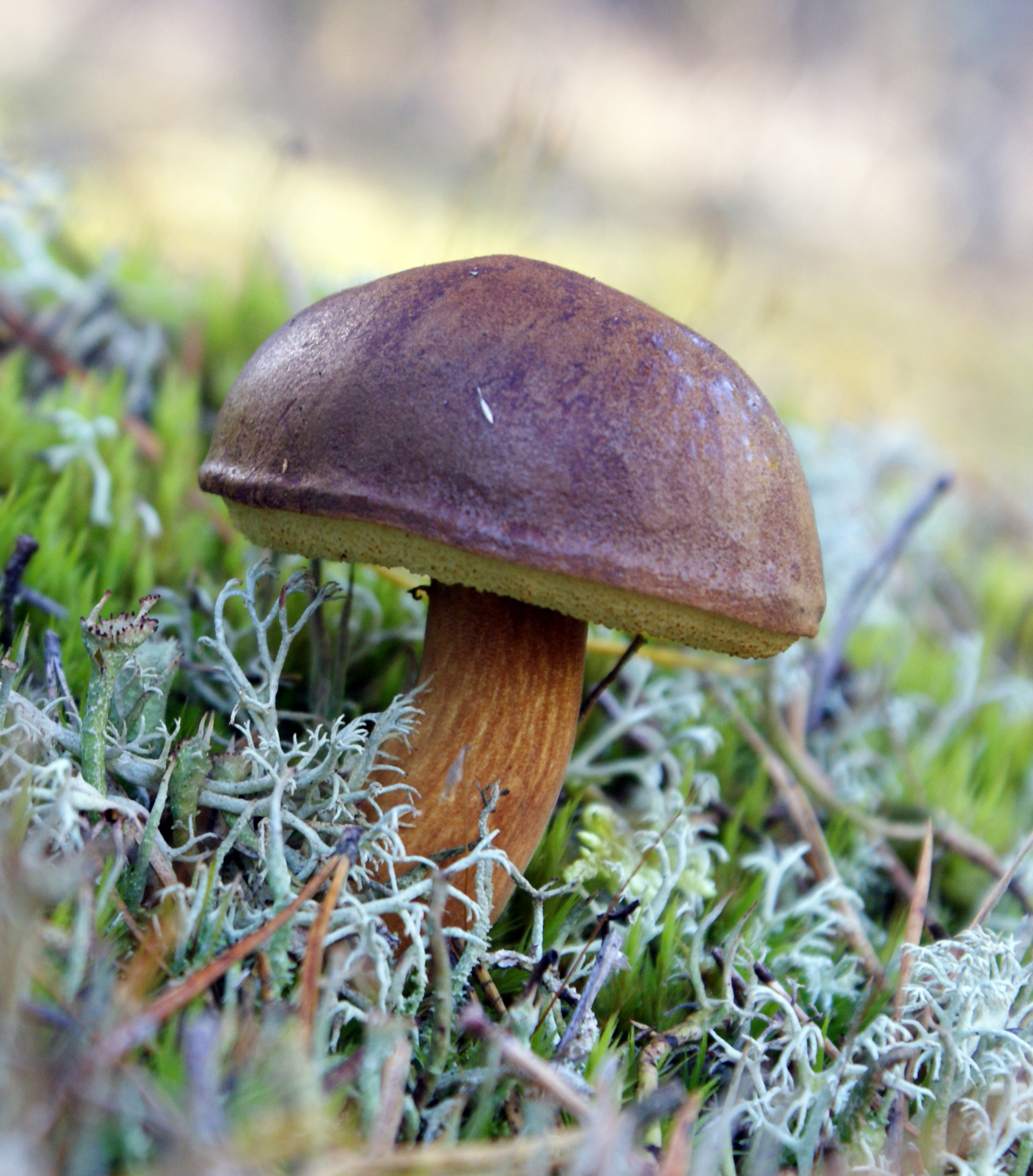
Польский гриб в центральной Польше

Споровый порошок коричневато-оливковый. Споры 12—16×5—6 мкм, эллипсоидно-веретеновидные, медово-жёлтые, гладкие.

## Экология и распространение
Образует микоризу чаще с сосной, а также с елью, буком, дубом, каштаном европейским. Встречается в хвойных, реже лиственных лесах, чаще на песчаных почвах, иногда вырастает на основаниях стволов и на пнях. Плодоносит отдельно или редкими группами. Распространённый, местами обычный вид в северной умеренной зоне. В России известен в Европейской части, на Северном Кавказе, в Сибири, на Дальнем Востоке (о. Кунашир).
Сезон июнь — ноябрь, часто плодоносит, когда другие трубчатые грибы уже не встречаются.

## Употребление
Съедобен. Используется во многих блюдах из грибов, а также пригоден для замораживания, сушки и маринования. Считается, что польский гриб сильно накапливает радиацию и составляет группу так называемых «аккумуляторов» радиации.